# Costrijeni
Costrijeni, întâlnit și sub forma Costrijiuca (în ucraineană Кострижівка, transliterat: Kostrîjivka, în rusă Кострыжовка, transliterat: Kostrîjovka, în germană Kostriziuka și în poloneză Kostryżiwka) este un oraș în raionul Zastavna din regiunea Cernăuți (Ucraina). Este cea mai nordică localitate din regiunea Cernăuți, aflată la 48 km nord de centrul regional.
Orașul este situat la o altitudine de 165 metri, pe malul râului Nistru, în partea de nord-vest a raionului Zastavna. Pe malul celălalt al Nistrului se află orașul Zalișcikî din regiunea Tarnopol. Are 2,819 locuitori, preponderent ucraineni (ruteni).

## Istoric
Localitatea Costrijeni a făcut parte încă de la înființare din regiunea istorică Bucovina a Principatului Moldovei. În anul 1742, răzeșul Atanasie Țântă a construit un schit în satul învecinat Luca care a deținut 12 fălci de teren în Zvineace, folosite de călugări pentru întreținere.. În anul 1776, viețuiau acolo 4 călugări.
În ianuarie 1775, ca urmare a atitudinii de neutralitate pe care a avut-o în timpul conflictului militar dintre Turcia și Rusia (1768-1774), Imperiul Habsburgic (Austria de astăzi) a primit o parte din teritoriul Moldovei, teritoriu cunoscut sub denumirea de Bucovina. După anexarea Bucovinei de către Imperiul Habsburgic în anul 1775, localitatea Costrijeni a făcut parte din Ducatul Bucovinei, guvernat de către austrieci, făcând parte din districtul Zastavna (în germană Zastawna).
După Unirea Bucovinei cu România la 28 noiembrie 1918, satul Costrijeni a făcut parte din componența României, în Plasa Nistrului din județul Cernăuți. Pe atunci, majoritatea populației era formată din ucraineni, existând și comunități de români și de evrei.
Ca urmare a Pactului Ribbentrop-Molotov (1939), Bucovina de Nord a fost anexată de către URSS la 28 iunie 1940, reintrând în componența României în perioada 1941-1944. Apoi, Bucovina de Nord a fost reocupată de către URSS în anul 1944 și integrată în componența RSS Ucrainene. În anul 1959, Costrijeni a primit statutul de așezare urbană , în urma înglobării satului Luca (în germană Luka).
Începând din anul 1991, orașul Costrijeni face parte din raionul Zastavna al regiunii Cernăuți din cadrul Ucrainei independente, fiind centru administrativ raional. Conform recensământului din 1989, numărul locuitorilor care s-au declarat români plus moldoveni era de 10 (4+6), adică 0,36% din populația localității .
În orașul Costrijeni funcționează o întreprindere de materiale de construcții. În prezent, orașul are 2.819 locuitori, preponderent ucraineni. Aici se află un pod de cale ferată peste Nistru.

## Demografie
Componența lingvistică a așezării de tip urban Costrijeni
     Ucraineană (98,93%)
     Alte limbi (1,04%)
Conform recensământului din 2001, majoritatea populației așezării de tip urban Costrijeni era vorbitoare de ucraineană (98,93%), existând în minoritate și vorbitori de alte limbi.
1989: 2.742 (recensământ)
2001: 2.885 (recensământ)
2008: 2.819 (estimare)

### Recensământul din 1930
Componența etnică a comunei Costrijeni (județul Cernăuți)
     Români (10,55%)
     Ruteni (60,43%)
     Ruși (5,94%)
     Evrei (8,73%)
     Polonezi (12,01%)
     Germani (1,57%)
     Altă etnie (0,77%)
Componența confesională a comunei Costrijeni
     Ortodocși (71,23%)
     Romano-catolici (14,32%)
     Mozaici (8,73%)
     Greco-catolici (5,46%)
     Evanghelici\Luterani (0,26%)
Conform recensământului efectuat în 1930, populația comunei Costrijeni se ridica la 824 locuitori. Majoritatea locuitorilor erau ruteni (60,43%), cu o minoritate de români (10,55%), una de ruși (5,94%), una de evrei (8,73%), una de polonezi (12,01%) și una de germani (1,57%). Alte persoane s-au declarat: greci (1 persoană) și cehi\slovaci (5 persoane). Din punct de vedere confesional, majoritatea locuitorilor erau ortodocși (71,23%), dar existau și mozaici (8,73%), romano-catolici (14,32%), greco-catolici (5,46%) și evanghelici\luterani (0,26%).
Conform recensământului efectuat în 1930, populația comunei Luca (comasata ulterior cu satul Costrijeni) se ridica la 657 locuitori. Majoritatea locuitorilor erau ruteni (92,08%), cu o minoritate de români (1,82%), una de evrei (4,11%) și una de polonezi (1,52%). Alte persoane s-au declarat: maghiari (1 persoană) și turci (2 persoane). Din punct de vedere confesional, majoritatea locuitorilor erau ortodocși (91,17%), dar existau și mozaici (4,11%), romano-catolici (1,06%), greco-catolici (3,34%) și musulmani (0,32%).